# Ахманов, Сергей Александрович
Серге́й Алекса́ндрович Ахма́нов (14 июля 1929, Москва — 1 июля 1991, там же) — советский физик, один из основателей нелинейной оптики. Доктор физико-математических наук, профессор. Заслуженный деятель науки РСФСР.

## Биография
Сергей Ахманов родился в Москве в семье преподавателей МГУ Ольги Сергеевны (филологический факультет) и Александра Сергеевича Ахмановых (философский факультет).
Окончил физический факультет МГУ (1953). Кандидат физико-математических наук (1963, тема диссертации: «О влиянии флуктуаций на протекание переходных процессов в автоколебательных системах»). Доктор физико-математических наук (1968, тема диссертации: «Электромагнитные волны в нелинейных диспергирующих средах»).
В 1962 совместно с Р. В. Хохловым организовал в МГУ первую в СССР лабораторию нелинейной оптики. Профессор (1968), заведующий кафедрой общей физики для мехмата (1974-1977) и с 1978 заведующий кафедрой общей физики и волновых процессов (по 1991) физического факультета. С 1980 кафедра располагается в специально построенном Корпусе нелинейной оптики МГУ. Инициатор создания и один из организаторов Международного учебно-научного лазерного центра МГУ (1989). В МГУ читал курсы: «Основы статистической радиофизики» [2,3], «Физическая оптика» [7].
Председатель Координационного совета по программе «Лазеры» Госкомитета СССР по народному образованию (1985—1991). Заместитель председателя Научного совета АН СССР по проблеме «Когерентная и нелинейная оптика» (1978—1991). Председатель программных комитетов Международных конференций по когерентной и нелинейной оптике (1978—1991). Инициировал серию Международных конференций по применению лазеров в науках о жизни (LALS), которая с 1986 года по настоящее время стала одним из ведущих мировых форумов по биофотонике и лазерной биомедицине. Член редколлегий журналов «Успехи физических наук» (1980—1991), «Квантовая электроника» (1978—1991).
Вместе с академиком Р. В. Хохловым является создателем крупной научной школы по нелинейной оптике и лазерной физике. Подготовил более 40 кандидатов и докторов наук. Опубликовал около 200 научных работ.
Похоронен на Троекуровском кладбище.

### Область научных интересов
Теория электромагнитных волновых процессов в нелинейных диспергирующих средах, нелинейная оптика, нелинейная лазерная спектроскопия, взаимодействие мощного лазерного излучения с веществом, генерация сверхкоротких лазерных импульсов, статистическая радиофизика и оптика.

### Научные достижения
Ахмановым исследовано параметрическое преобразование частоты в нелинейных волновых системах радио- и СВЧ-диапазонов, и эти результаты нашли применение при разработке широкополосных радиотехнических устройств. Им впервые была сформулирована (совм. с Р. В. Хохловым, 1962) идея и предложена схема параметрического усиления и генерации светового излучения. Предсказал явление нелинейной оптической активности (1965).
С. А. Ахманову принадлежат фундаментальные приоритетные результаты в теории электромагнитных волновых процессов в нелинейных диспергирующих средах и в разработке эффективных нелинейно-оптических преобразователей частоты (1957—1961). В 1962 впервые сформулировал (совместно с Р. В. Хохловым) идею и предложил схему параметрического генератора светового излучения, которая была реализована в 1965. В 1968 под его руководством созданы перестраиваемые генераторы сверхкоротких импульсов, которые позволили получать пикосекундные, а впоследствии и фемтосекундные световые импульсы, перестраиваемые в диапазоне длин волн от 0,3 до 10 мкм. Вместе с учениками и сотрудниками выполнил приоритетные работы по нестационарным нелинейным явлениям в оптике и разработал новый метод спектроскопии, известный теперь как «спектроскопия когерентного антистоксова рассеяния света» (спектроскопия КАРС) или «спектроскопия четырёхфотонного смешения». Этот метод нашел широкое применение в различных областях науки и промышленности. Под руководством С. А. Ахманова были разработаны эффективные методы нелинейной оптической диагностики быстрых процессов в сильно возбужденных полупроводниках, проведены исследований нелинейно-оптических эффектов высших порядков и выполнены работы, связанные с новым классом явлений — нелинейной релаксацией сильно колебательно-возбужденных молекул. в 1985 вместе с сотрудниками начал работы по самовоздействию в нелинейных системах с двумерной обратной связью, которые привели к открытию ряда принципиальных новых оптических явлений. Выполнил первые исследования по флуктуационным явлениям при нелинейном взаимодействии световых волн, параметрическим процессам и рассеянию при шумовой накачке, взаимодействию сильного шумового поля с квантовыми системами, разработал новые подходы к решению стохастических нелинейно-оптических задач.
Суммируя, им были выполнены пионерские работы по исследованию флуктуационных и нестационарных явлений при нелинейных взаимодействиях световых волн, заложены основы статистической нелинейной оптики. С 1972 под руководством Ахманова и при его непосредственном участии разработан ряд новых методов когерентной лазерной спектроскопии и лазерной диагностики вещества и природных сред (в частности, метод когерентной активной спектроскопии рассеяния света — КАРС), созданы мощные пико- и фемтосекундные лазерные системы для исследования физики сверхсильных световых полей, исследованы нелинейно-оптические процессы высших порядков в конденсированных средах.

## Семья
- Жена — Майя Васильевна Ахманова, урождённая Крылова (9.05.1929)[2]
  - Сын — Александр (род. 1955), физик.
  - Дочь — Анна (род. 1967), биолог.

## Награды
- Ломоносовская премия (1964)
- Ленинская премия (1970)
- Орден Трудового Красного Знамени (1980)
- Заслуженный деятель науки РСФСР (1989)

## Публикации

### Книги
1. Р. В. Хохлов, С. А. Ахманов. Проблемы нелинейной оптики. — М.: ВИНИТИ, 1964. (Серия «Итоги науки»)
2. С. А. Ахманов, А. С. Чиркин. Статистические явления в нелинейной оптике. — М.: Изд-во МГУ, 1971.
3. С. А. Ахманов, Ю. Е. Дьяков, А. С. Чиркин. Введение в статистическую радиофизику и оптику. — М.: Наука, 1981.
4. С. А. Ахманов, Н. И. Коротеев. Методы нелинейной оптики в спектроскопии рассеяния света. — М.: Наука, 1981.
5. С. А. Ахманов, В. А. Выслоух, А. С. Чиркин. Оптика фемтосекундных лазерных импульсов. — М.: Наука, 1988.
6. Новые физические принципы оптической обработки информации. / Под ред. С. А. Ахманова, М. А. Воронцова. — М.: Наука, 1990.
7. С. А. Ахманов, С. Ю. Никитин. Физическая оптика. — М.: Изд-во МГУ, 1998. ISBN 5-211-04858-X, ISBN 978-5-211-04858-4

### Статьи
- Р.В. Хохлов, С.А. Ахманов. Параметрические усилители и генераторы света. // УФН. — 1966. — Т. 88, вып. 3.
- С.А. Ахманов, А.П. Сухоруков, Р.В. Хохлов. Самофокусировка и дифракция света в нелинейной среде. // УФН. — 1967. — Т. 93, вып. 9. — С. 19—70.
- С.А. Ахманов, Р.В. Хохлов. Новое в нелинейной оптике. // УФН. — 1968. — Т. 95, вып. 5.
- Н.И. Коротеев, С.А. Ахманов. Спектроскопия рассеяния света и нелинейная оптика, нелинейнооптические методы активной спектроскопии комбинационного и рэлеевского рассеяния. // УФН. — 1977. — Т. 123, вып. 11.
- С.А. Ахманов, В.И. Емельянов, Н.И. Коротеев, В.Н. Семиногов. Воздействие мощного лазерного излучения на поверхность полупроводников и металлов: нелинейно-оптические эффекты и нелинейно-оптическая диагностика. // УФН. — 1985. — Т. 147, вып. 12.
- С.А. Ахманов. Метод Хохлова в теории нелинейных волн. // УФН. — 1986. — Т. 149, вып. 7.
- С.А. Ахманов, В.А. Выслоух, А.С. Чиркин. Самовоздействие волновых пакетов в нелинейной среде и генерация фемтосекундных лазерных импульсов. // УФН. — 1986. — Т. 149, вып. 7.
- C.A. Ахманов, В.Э. Гусев. Лазерное возбуждение сверхкоротких акустических импульсов: новые возможности в спектроскопии твердого тела, диагностике быстропротекающих процессов и нелинейной акустике. // УФН. — 1992. — Т. 162, вып. 3.

### Рецензии
- С. А. Ахманов. Рецензия на книгу И.Р. Шена «Принципы нелинейной оптики». // УФН. — 1985. — Т. 147, вып. 12.
- С. А. Ахманов. Рецензия на книгу Х. Гиббса «Оптическая бистабильность». // УФН. — 1987. — Т. 151, вып. 1.
- С. А. Ахманов. Рецензия на книгу «Перестраиваемые лазеры». // УФН. — 1989. — Т. 157, вып. 3.
- С. А. Ахманов. Рецензия на книгу Милонни и Эберли «Лазеры». // УФН. — 1991. — Т. 161, вып. 7.
- С. А. Ахманов. Рецензия на книгу «Milestone Series of Selected Reprints on Optics and Optoelectronics». // УФН. — 1991. — Т. 161, вып. 11.